# Poriadie
Poriadie és un poble i municipi d'Eslovàquia que es troba a la regió de Trenčín, al nord-oest del país. Fou fundat el 1955.

## Demografia
| Godina             | 1994 | 2004   | 2014   | 2024   |
| ------------------ | ---- | ------ | ------ | ------ |
| Nombre de persones | 718  | 695    | 705    | 703    |
| Diferència         |      | −3,20% | +1,43% | −0,28% |

| Godina             | 2023 | 2024   |
| ------------------ | ---- | ------ |
| Nombre de persones | 713  | 703    |
| Diferència         |      | −1,40% |